# Bulanık (Ardanuç)
Bulanık ist ein Dorf (türkisch Köy) im Landkreis Ardanuç in der Provinz Artvin im Nordosten der Türkei. Für das Jahr 2010 registrierte das Statistikamt 393 Einwohner. Die landwirtschaftliche Siedlung an einem Berghang wird durch eine relativ große Zahl von Heuschobern und Rinderställen in massiver Blockbohlenbauweise geprägt. Den Namen Bulanık erhielt das Dorf im 20. Jahrhundert. Der frühere Ortsname wurde als Lengethev(i) oder Longuthev transkribiert, wobei der Linguist Sevan Nişanyan von einem georgischen Ursprung des Namens ausgeht.

## Lage
Bulanık liegt etwa 55 Straßenkilometer südöstlich der Provinzhauptstadt Artvin und 15 Kilometer in gleicher Richtung von der Kleinstadt Ardanuç entfernt am östlichen Talhang des Ardanuç-Flusses (Ardanuç Çay, auch Bulanık), der am Nordabfall der bis 2840 Meter hohen Yalnızçam-Gebirgskette entspringt und in den Berta Suyu mündet. An der Einmündung zweigt eine Nebenstraße von der Schnellstraße 10 ab und verläuft im Ardanuç-Tal, das sich stellenweise zu einer Schlucht mit steilen Felshängen verengt. Hinter der Stadt Ardanuç wird das Tal geringfügig breiter. Von der Straße windet sich ein nicht asphaltierter Fahrweg einen Kilometer durch Wiesen hinauf bis Bulanık. Drei Kilometer nach dem Ort in nordwestlicher Richtung erreicht dieser Weg die Kirchenruine Yeni Rabat, die vermutlich zum ehemaligen georgischen Kloster Schatberdi gehört. Zwischen Weideland wechseln sich Kiefern- mit Eichenwäldern ab.

## Ortsbild
Das malerische Dorf erstreckt sich über einen knappen Kilometer in mittlerer Hanglage. Am Ortseingang befindet sich eine Viehtränke für Rinder, am oberen Ortsende ein Trinkbrunnen. Während die Viehunterstände und Futterspeicher solide als Blockhäuser aus Rundhölzern gefertigt sind, bestehen die Wohngebäude aus leichten modernen Hohlziegeln oder aus einfachen Bretterwänden. Die Wohnhäuser sind weniger stabil gefertigt als die Speicher und Stallungen mit ihrer traditionellen Bauweise. Die Landwirtschaft basiert überwiegend auf Rinderzucht. Zur Selbstversorgung werden Kartoffeln und Gemüse angebaut. Einen Lebensmittelladen gibt es nicht.

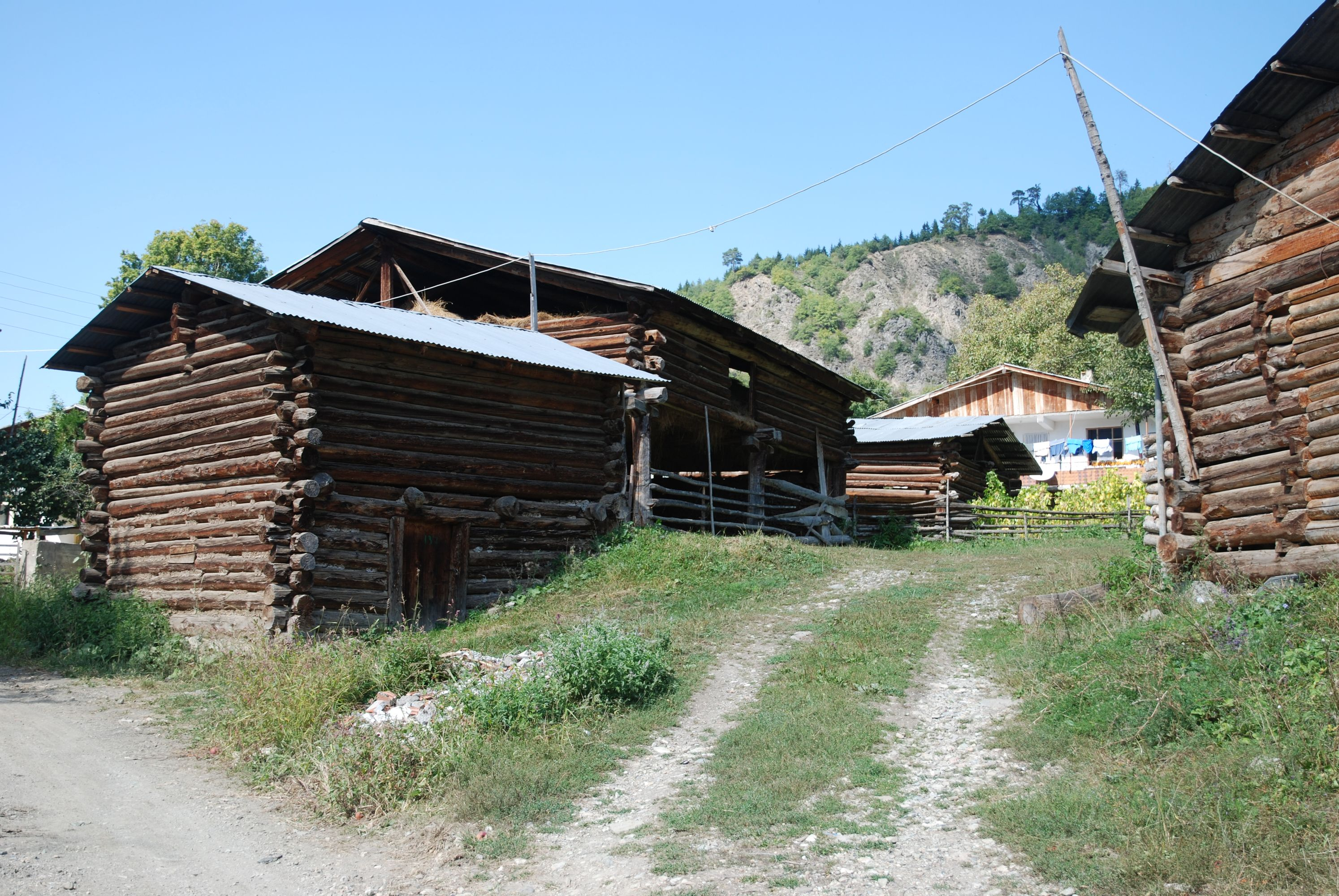
Rinderställe, im Obergeschoss wird Winterfutter gelagert. Im Hintergrund ein Wohnhaus
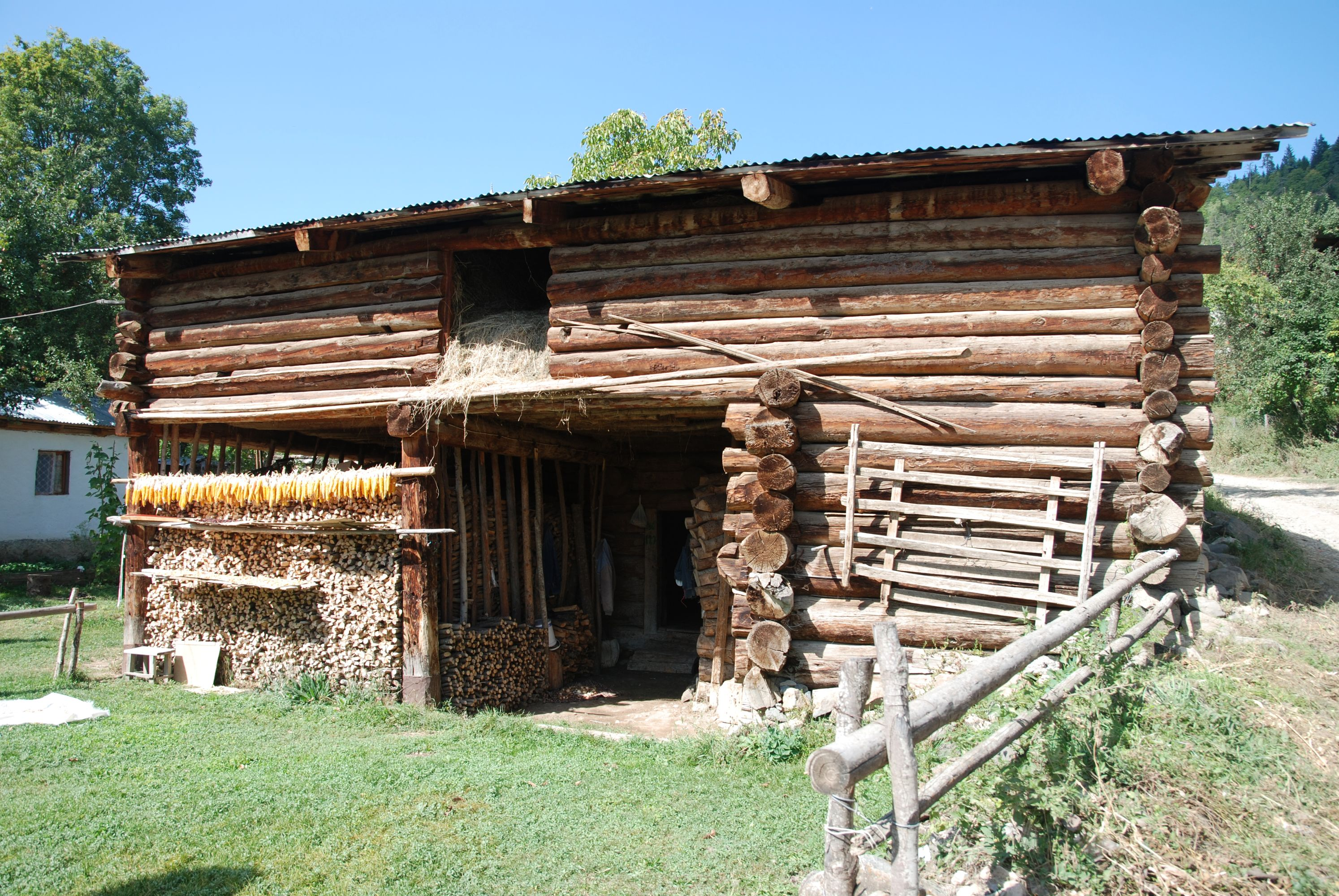
Heuschober und Brennholzlager